# 桜を放つ女性
桜を放つ女性 （英: Woman Shooting Cherry Blossoms）は、芸術家のインカ・ショニバレによる2019年の作品。福岡市美術館でショニバレの日本初個展が開催された時に委託作品として制作された。ショニバレはナイジェリア系のイギリス人として歴史や社会の問題を作品にしており、本作品は女性にエールを贈る目的で制作した。ショニバレが初めて日本を題材とした作品でもある。

## 背景

### 作者
ロンドン出身のショニバレは3歳から17歳をナイジェリアのラゴスで生活し、ロンドンで美術や哲学を学んだ。自らの体験を通して植民地主義や社会の問題を作品のテーマとし、1997年に若手芸術家を集めたセンセーション展で注目を集めた。ショニバレの作品は、文化が混じり合って作られる混淆性や両義性を表し、アフリカが植民地化されていた18世紀から19世紀の西洋の絵画や人物をしばしば題材とする。固有の文化と思われるものが不確実であるというメッセージも込められており、たとえば本作品にも使われているアフリカン・プリントと呼ばれる布は、アフリカではなくヨーロッパ製品であるという複雑な経緯を持っている（後述）。ショニバレはこうした素材を、権力やそれに対する抵抗と結びつけてイメージを重層的に表現する。ショニバレは、自作の特徴について政治的でありつつも軽さと遊戯性があると語っており、ユーモアが含まれた作品も多数発表している。
ショニバレはドクメンタ11やヴェネチア・ビエンナーレをはじめとして各地の美術館の展覧会に出品し、2019年には大英帝国勲章三等勲位（CBE）を授与された。日本では2006年の森美術館における国際巡回展「アフリカ・リミックス　多様化するアフリカの現代美術」で作品が展示され、2016年には横浜美術館の「BODY / PLAY / POLITICS」で立体作品や映像作品が展示された。

### 美術館
福岡市美術館でショニバレの個展が開催されたきっかけは、企画展だった。同館には古美術部門と近現代美術部門があり、古美術は近世以前のアジア、近現代美術は九州・日本・欧米の美術を収集している。収蔵品の中にはアジアの染織もあり、1990年代から調査と研究を進め、その成果として「更紗の時代」（2014年）という企画展を開催した。
「更紗の時代」は大航海時代以降の更紗の歴史をたどるという内容で、インド更紗やインドネシアのバティックが展示された。近現代のプリント布も展示され、その中にはショニバレ作品の素材になっているアフリカン・プリントも含まれていた。当時、ショニバレ作品の展示も検討されたが見送られ、2019年の個展「インカ・ショニバレCBE: Flower Power」で実現した。同館は2016年9月から2019年3月までリニューアルのために休館しており、リニューアルオープンと同時に個展が開催された。

## 構成と解釈
女性へのエールを込めた本作品では、アフリカン・プリントを生地にしたドレスを作り、ドレスを着た女性像がライフルを撃っている。銃口からは桜の枝が飛び出し、桜の花びらにはさまざまな色が含まれている。色彩の豊かな外観を持ちつつ、女性差別への対抗と権利向上への協働が込められている。素材には、マネキン、綿布、地球儀、鋼鉄、真鍮、亜鉛合金、木、樹脂、絹が使われている。サイズは193 × 436 × 244cmとなる。

### 衣服
ドレスのデザインは、19世紀イギリスのエドワード朝の様式になっている。これは明治時代の日本が洋服の参考にした様式であり、鹿鳴館において女性の洋装に同様のデザインが使われていた。衣服によって、明治時代から西欧化を進めた日本を表現している。
アフリカン・プリントは、もとはインドネシアのバティックと呼ばれる更紗から来ている。インドネシアに植民地を建てたオランダは、人々が手作りをしていたバティック製造を19世紀に機械化し、ヨーロッパで生産した更紗をアフリカにも輸出した。ヨーロッパやアフリカでは、生地の軽さや肌触り、豊富な染色、洗濯の容易さなどで更紗が好まれて普及した。このように更紗の歴史は植民地主義と密接に関係している。アフリカン・プリントは、いわばヨーロッパ製品だったが、1960年代にはアフリカ独立の象徴となり、アフリカやアジアでも生産された経緯がある。ショニバレはこうした歴史を組み入れ、アフリカン・プリントを文化混淆やアイロニーなどさまざまな肯定的・否定的な意味に使っている。

### 桜
ライフルの銃口からは、満開の桜の木が飛び出している。銃口から出ている桜は創造の力を表し、桜の花びらの色はさまざまで、交配による多様性も表している。また、福岡市美術館のリニューアルオープンが桜の時期だったことを祝う意味も込められている。

### 頭部
女性像の頭部として地球儀が付けられている。地球儀の各所には、19世紀から21世紀にかけて女性の権利の獲得に貢献した著名な人物の名前が92名分書かれている。ショニバレ自身が抑圧に対抗してきた経験があり、社会の中で不平等と闘ってきた女性に対する支持を表明している。

## 来歴
ショニバレの個展「インカ・ショニバレCBE：Flower Power」は2019年3月21日（木）から5月26日（日）に開催され、リニューアルオープン記念の「これがわたしたちのコレクション」と同時開催となった。個展ではショニバレの代表作が紹介され、本作品は特別展示室で展示された。個展のキュレーター正路佐知子は、福岡市美術館にとってショニバレは古美術と現代美術をつなぎ、アジアとヨーロッパとアフリカをつなぐ人物としている。会期中には、ショニバレの講演も行われた。
クレジットのアーティスト名前は、「インカ・ショニバレCBE」となっている。ネームに称号をつけている理由として、英国人らしくない自分に英国の称号がついているのが面白く、矛盾を表現することをやりたいと語っている。
リニューアルオープン1周年を記念して、2020年3月26日から4月19日まで無料公開が企画された。近現代美術室Aで展示され、写真撮影も可能だったが、新型コロナウイルスの影響による臨時休館で途中終了となった。無料公開の終了後は、近現代美術室C「コレクション・ハイライト」で展示されている。